# ذكاء الكلب

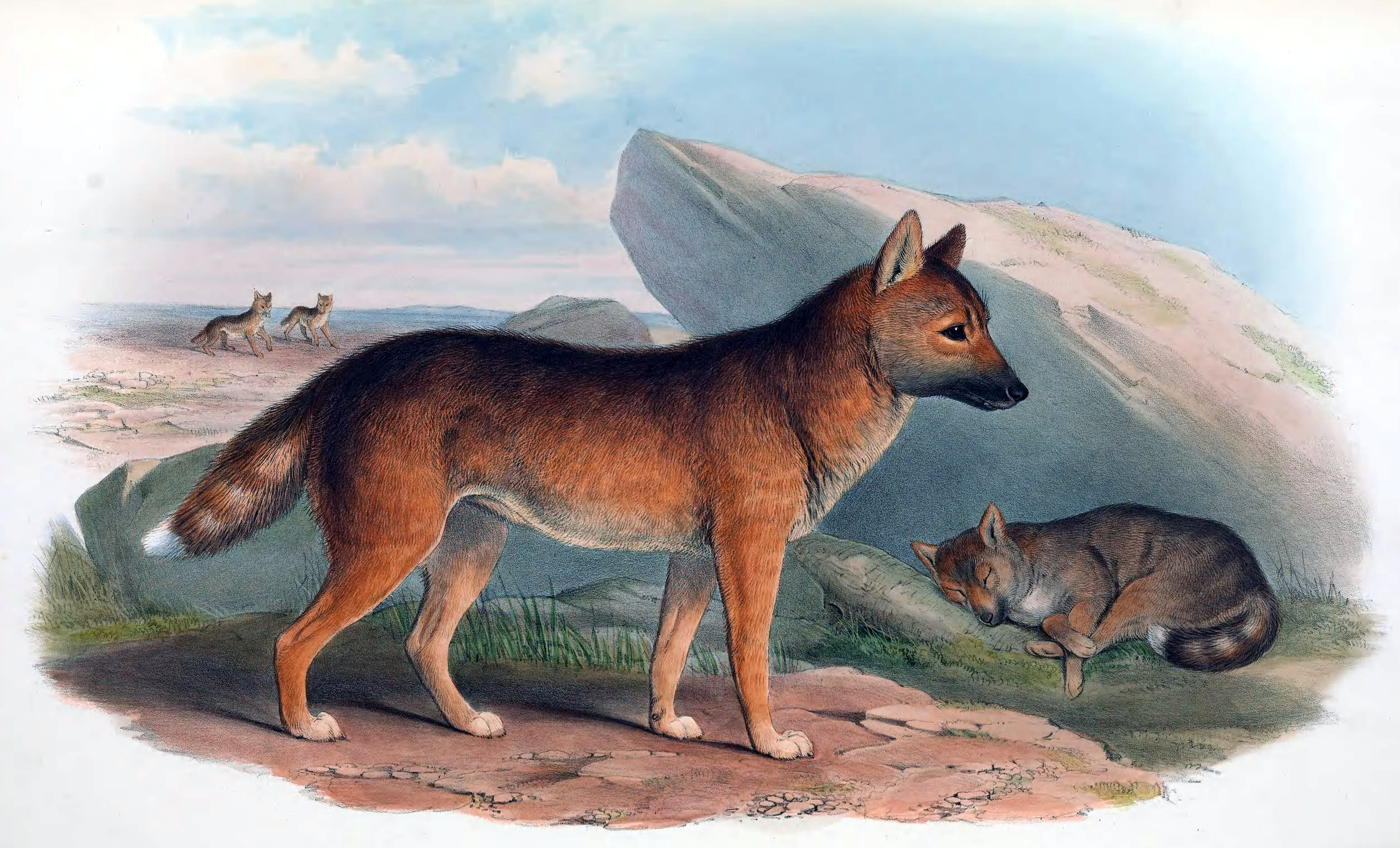
يمكن أن يتفوق الكلب الأسترالي على الكلاب المنزلية في تجارب حل المشكلات غير الاجتماعية

ذكاء الكلب أو إدراك الكلب هو عملية اكتساب المعلومات والمهارات المفاهيمية في الكلاب، وتخزينها في الذاكرة، واسترجاعها، ودمجها ومقارنتها، واستخدامها في مواقف جديدة.
أظهرت الدراسات أن للكلاب العديد من السلوكيات المرتبطة بالذكاء. إذ لديهم مهارات ذاكرة متقدمة، وقادرون على القراءة والتفاعل بشكل مناسب مع لغة جسد الإنسان مثل الإيماءات والإشارة، وفهم الأوامر الصوتية البشرية. تُظهر الكلاب نظرية العقل من خلال الانخراط في الخداع.

## من المنظور التطوري
غالبًا ما تُستخدم الكلاب في دراسات الإدراك، بما في ذلك البحث عن الإدراك والوعي والذاكرة والتعلم، لا سيما البحث عن الإشراط الإجرائي والكلاسيكي. في سياق هذا البحث، كشف علماء السلوك عن مجموعة مدهشة من القدرات المعرفية الاجتماعية في الكلب المنزلي، وهي قدرات لا يمتلكها الكلاب ولا لدى الثدييات الأخرى عالية الذكاء مثل القردة العليا. بدلاً من ذلك، تشبه هذه المهارات بعض المهارات الاجتماعية المعرفية للأطفال. قد يكون هذا مثالًا على التطور المتقارب، والذي يحدث عندما تطور الأنواع ذات الصلة البعيدة بشكل مستقل حلولًا مماثلة لنفس المشاكل. على سبيل المثال، طورت الأسماك وطيور البطريق والدلافين زعانف على حدة كحل لمشكلة التنقل في الماء. مع الكلاب والبشر قد نرى تقاربا نفسيا. وهذا يعني أن الكلاب قد تطورت لتصبح أكثر تشابهًا معرفيًا مع البشر مما نحن عليه مع أقرب أقربائنا من الناحية الجينية.:60
ومع ذلك، فمن المشكوك فيه ما إذا كان التطور المعرفي للإنسان والحيوان يمكن أن يسمى "مستقل". لقد جرى تشكيل القدرات المعرفية للكلاب بشكل حتمي من خلال آلاف السنين من الاتصال مع البشر. نتيجة لهذا التطور الجسدي والاجتماعي، تستجيب العديد من الكلاب بسهولة للإشارات الاجتماعية الشائعة لدى البشر،  تتعلم بسرعة معنى الكلمات، وتظهر التحيز المعرفي والمشاعر التي يبدو أنها تعكس تلك من البشر.
تشير الأبحاث إلى أن الكلاب المحلية ربما فقدت بعض قدراتها المعرفية الأصلية بمجرد انضمامها إلى البشر. على سبيل المثال، أظهرت إحدى الدراسات أدلة دامغة على أن الكلب الأسترالي (Canis dingo) يمكن أن يتفوق على الكلاب المنزلية في تجارب حل المشكلات غير الاجتماعية. أشارت دراسة أخرى إلى أنه بعد تدريب الكلاب على حل مهمة تلاعب بسيطة، فإن الكلاب التي تواجه نسخة غير قابلة للحل من نفس المشكلة تنظر إلى إنسان قريب، في حين أن الذئاب التي تعاشر البشر لا تفعل ذلك. وهكذا، يبدو أن الكلاب المنزلية الحديثة تستخدم البشر لحل بعض مشاكلهم بالنسبة لهم.
في عام 2014، وجدت دراسة كاملة للجينوم اختلافات في الحمض النووي بين الذئاب والكلاب، حيث أن الكلاب لم تظهر استجابة منخفضة للخوف ؛ أظهرت مرونة أكبر في التشابك العصبي. يُعتقد على نطاق واسع أن اللدونة المتشابكة هي الارتباط الخلوي للتعلم والذاكرة، وقد يكون هذا التغيير قد غيّر من قدرات التعلم والذاكرة للكلاب.
ركزت معظم الأبحاث الحديثة حول إدراك الكلاب على الكلاب الأليفة التي تعيش في منازل بشرية في البلدان المتقدمة، وهي جزء صغير من عدد الكلاب. قد تظهر الكلاب من السكان الآخرين سلوكيات معرفية مختلفة. قد تؤثر الاختلافات في السلالات على التعلم المكاني وقدرات الذاكرة.

## تاريخ الدراسات
طوّر أول اختبار ذكاء للكلاب في عام 1976. تضمن قياسات للذاكرة قصيرة المدى وخفة الحركة والقدرة على حل المشكلات مثل الالتفاف إلى الهدف. كما قام بتقييم قدرة الكلب على التكيف مع الظروف الجديدة والتعامل مع المواقف الصعبة عاطفياً. تم إجراء الاختبار على 100 كلب وتوحيد الاختبار، وتم تطوير معايير التكاثر. استخدم ستانلي كورين الاستطلاعات بناء على حكم قضاء عن طاعة الكلب وراء آخر لتصنيف سلالات الكلاب عن طريق الذكاء ونشر النتائج في كتابه عام 1994 ذكاء الكلاب .

## الإدراك الحسي
يشير الإدراك الحسي إلى العمليات العقلية التي يتم من خلالها تنظيم المعلومات الحسية الواردة وتفسيرها من أجل تمثيل البيئة وفهمها. يشمل الإدراك الحسي عمليات مثل اختيار المعلومات من خلال الانتباه، وتنظيم المعلومات الحسية من خلال التجميع، وتحديد الأحداث والأشياء. في الكلب، تعتبر المعلومات الشمية (حاسة الشم) بارزة بشكل خاص (مقارنة بالبشر) ولكن حواس الكلب تشمل أيضًا الرؤية والسمع والتذوق واللمس واستيعاب الحس العميق. هناك أيضًا دليل على أن الكلاب تستشعر المجال المغناطيسي للأرض.
اقترح أحد الباحثين أن الكلاب تدرك مرور الوقت من خلال تبديد الروائح.

## الوعي
يشير مفهوم "ديمومة الكائن" إلى قدرة الحيوان على فهم أن الأشياء تستمر في الوجود حتى عندما تتحرك خارج مجال رؤيتها. هذه القدرة لا تكون موجودة عند الولادة، وقد وصف عالم النفس التنموي جان بياجيه ست مراحل في تطور دوام الكائن عند الرضع. تم استخدام أسلوب مماثل مع الكلاب، وهناك أدلة على أن الكلاب تمر بمراحل متشابهة وتصل إلى المرحلة الخامسة المتقدمة بعمر 8 أسابيع. في هذه المرحلة يمكنهم تتبع "الإزاحة المرئية المتتالية" التي يحرك فيها المجرب الجسم خلف شاشات متعددة قبل تركه خلف آخر واحد. من غير الواضح ما إذا كانت الكلاب تصل إلى المرحلة 6 من نموذج تطوير استمرارية الكائن لدى بياجيه.
أشارت دراسة أجريت عام 2013 إلى أن الكلاب يبدو أنها تتعرف على الكلاب الأخرى بغض النظر عن السلالة أو الحجم أو الشكل وتميزها عن الحيوانات الأخرى.
في عام 2014، أظهرت دراسة باستخدام التصوير بالرنين المغناطيسي أن مناطق الاستجابة الصوتية موجودة في أدمغة الكلاب وأنها تظهر نمط استجابة في مناطق الصوت الصدغية الأمامية مشابه لتلك الموجودة في البشر.

## الإدراك الاجتماعي

### التعلم الاجتماعي: الملاحظة والترتيب

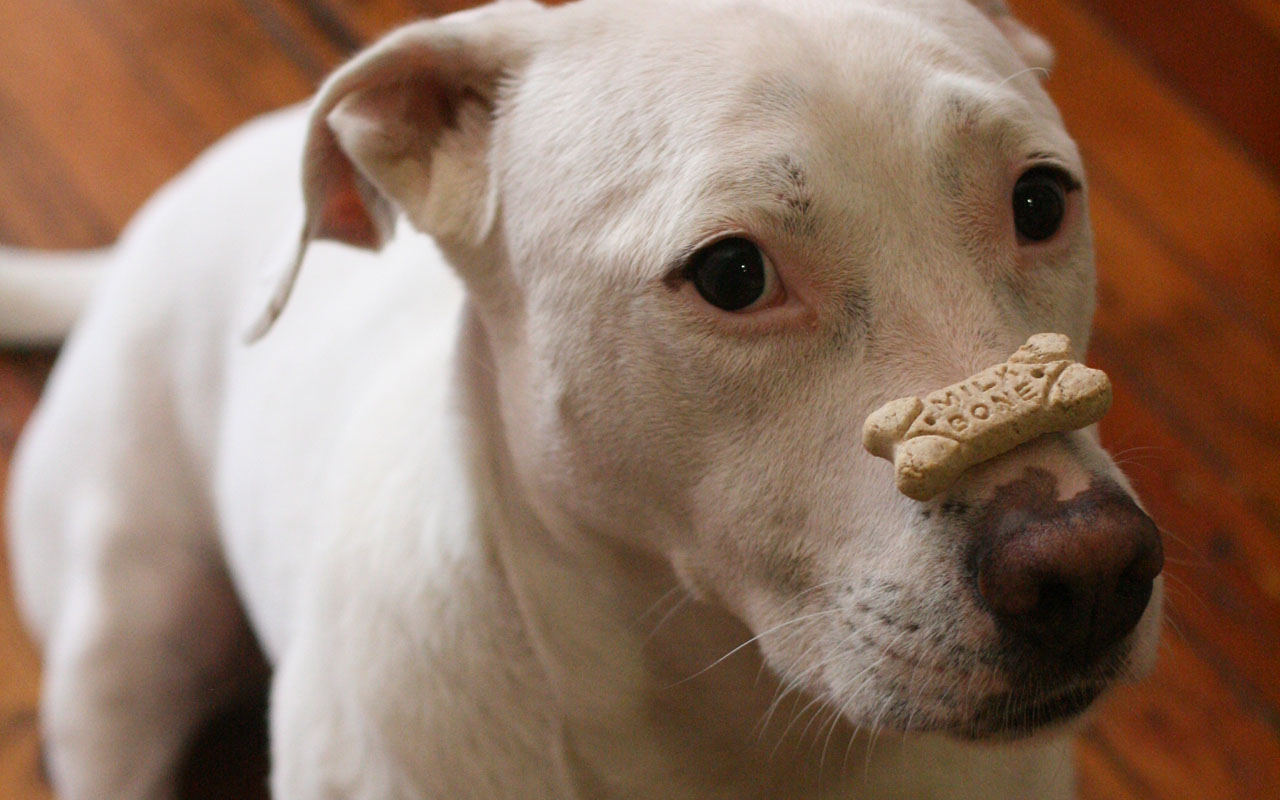
كلب يأمره صاحبه بمقاومة أكل بسكويت كلاب

الكلاب قادرة على التعلم من خلال التعزيز البسيط (على سبيل المثال، الإشراط الإجرائي أو الكلاسيكي)، لكنها تتعلم أيضًا من خلال مشاهدة البشر والكلاب الأخرى.
بحثت إحدى الدراسات فيما إذا كانت الكلاب المنخرطة في اللعب المشترك ستضبط سلوكها وفقًا لحالة انتباه شريكها. لاحظ المجربون أن إشارات اللعب يتم إرسالها فقط عندما كان الكلب يجذب انتباه شريكه. إذا كان الشريك مشتتًا، فقد انخرط الكلب بدلاً من ذلك في سلوك جذب الانتباه قبل إرسال إشارة اللعب.
تتعلم الجراء السلوكيات بسرعة من خلال اتباع الأمثلة التي حددتها الكلاب ذات الخبرة. هذا الشكل من الذكاء ليس خاصًا بتلك المهام التي تم تربية الكلاب لأدائها، ولكن يمكن تعميمه على العديد من المشكلات المجردة. على سبيل المثال، تم تعيين كلاب الداشهند مشكلة سحب عربة عن طريق سحب قطعة متصلة من الشريط من أجل الحصول على مكافأة من داخل العربة. تعلمت الجراء التي راقبت كلبًا متمرسًا وهي تؤدي هذه المهمة خمسة عشر مرة أسرع من تلك التي تُركت لحل المشكلة بمفردها.
تؤثر المرتبة الاجتماعية للكلاب على أدائها في مواقف التعلم الاجتماعي. في المجموعات الاجتماعية ذات التسلسل الهرمي الواضح، يكون المهيمنون هم المتظاهرون الأكثر نفوذاً ويميل نقل المعرفة إلى أن يكون أحادي الاتجاه، من مرتبة أعلى إلى أدنى. في تجربة حل المشكلات، كان أداء الكلاب المهيمنة أفضل عمومًا من الكلاب الأدنى عندما لاحظوا تصرفات بشرية، وهي نتيجة تعكس هيمنة الإنسان في مجموعات الكلاب والبشر. تتعلم الكلاب التابعة بشكل أفضل من الكلاب المهيمنة المحاذية في التسلسل الهرمي.

### اتباع الإشارات البشرية
تُظهر الكلاب إدراكًا اجتماعيًا يشبه الإنسان بطرق مختلفة. على سبيل المثال، يمكن للكلاب أن تتفاعل بشكل مناسب مع لغة جسد الإنسان مثل الإيماءات والإشارة، كما أنها تفهم الأوامر الصوتية البشرية. في إحدى الدراسات، تم تزويد الجراء بصندوق، وأظهروا أنه عندما يضغط المعالج على رافعة، فإن الكرة ستخرج من الصندوق. ثم سمح المعالج للجرو باللعب بالكرة، مما جعلها مكافأة جوهرية. ثم سُمح للصغار بالتفاعل مع الصندوق. لمس ما يقرب من ثلاثة أرباع الجراء الرافعة، ونجح أكثر من نصفهم في إطلاق الكرة، مقارنة بـ 6٪ فقط في مجموعة التحكم التي لم تشاهد الإنسان يتلاعب بالرافعة.
وبالمثل، يمكن أن تسترشد الكلاب بإشارات تشير إلى اتجاه انتباه الإنسان. في إحدى المهمات، كانت المكافأة مخفية تحت واحدة من الدلاء. ثم أشار المجرب إلى موقع المكافأة عن طريق النقر على الدلو، أو الإشارة إلى الدلو، أو الإيماء به، أو مجرد النظر إلى الدلو. اتبعت الكلاب هذه الإشارات، وكان أداءها أفضل من الشمبانزي والذئاب والرضع في هذه المهمة. حتى الجراء ذات التعرض المحدود للبشر كان أداؤهم جيدًا.: 1634-6 
يمكن للكلاب أن تتبع اتجاه التأشير من قبل البشر. كلاب غينيا الجديدة المغنية هي عبارة عن كلب بدائي نصف بري مستوطن في مناطق جبال الألب النائية في غينيا الجديدة ويمكن أن تتبع هذه الإشارات البشرية كما يمكن أن تتبعها الدنغو الأسترالية. يُظهر كلاهما القدرة على قراءة الإيماءات البشرية التي نشأت في وقت مبكر من التدجين دون اختيار الإنسان.
ثبت أيضًا أن الكلاب والذئاب تتبع تأشيرًا أكثر تعقيدًا مصنوعًا من أجزاء من الجسم غير الذراع واليد البشرية (مثل الكوع والركبة والقدم). تميل الكلاب إلى اتباع الاتجاهات المدببة باليد / الذراع أكثر عند دمجها مع إشارات العين أيضًا. بشكل عام، يبدو أن الكلاب تستخدم الإشارات البشرية كمؤشر إلى أين تذهب وماذا تفعل. بشكل عام، يبدو أن الكلاب لديها العديد من المهارات المعرفية اللازمة لفهم التواصل على أنه معلومات ؛ ومع ذلك، فإن النتائج المتعلقة بفهم الكلاب للمرجعية والحالات العقلية للآخرين مثيرة للجدل وليس من الواضح ما إذا كان الكلب نفسه يتواصل مع دوافع إعلامية.
لكي تؤدي الكلاب أداءً جيدًا في المهام التقليدية الموجهة بشريًا (على سبيل المثال اتباع وجهة نظر الإنسان) كل من تجارب الحياة ذات الصلة مع البشر - بما في ذلك التنشئة الاجتماعية للبشر خلال المرحلة الحرجة للتنمية الاجتماعية - وفرص ربط أجزاء جسم الإنسان بنتائج معينة (مثل الغذاء الذي يقدمه البشر، أو ركل الإنسان أو ركل الكرة، وما إلى ذلك) مطلوبة.
في عام 2016، وجدت دراسة أجريت على كلاب إنقاذ المياه التي تستجيب للكلمات أو الإيماءات أن الكلاب ستستجيب للإيماءة بدلاً من الأمر اللفظي.

## الذاكرة

### الذاكرة العرضية
أظهرت الكلاب ذاكرة عرضية خلال تذكر الأحداث الماضية التي تضمنت الأفعال المعقدة للبشر. في دراسة أجريت عام 2019، ظهر ارتباط بين حجم الكلب ووظائف الذاكرة والتحكم في النفس، حيث تؤدي الكلاب الأكبر أداءً أفضل بكثير من الكلاب الأصغر في هذه الوظائف. ومع ذلك، في الدراسة، لم يتنبأ حجم الدماغ بقدرة الكلب على اتباع إيماءات التأشير البشرية، ولم يكن مرتبطًا بقدراتهم الاستنتاجية والبدنية على التفكير. وجدت دراسة أجريت عام 2018 حول القدرات الإدراكية للكلاب أن الحيوانات المختلفة، بما في ذلك الخنازير والحمام والشمبانزي، قادرة على تذكر ماذا وأين ومتى حدث ما لا تستطيع الكلاب فعله.

### التعلم واستخدام الكلمات
أظهرت دراسات مختلفة أن الكلاب تتعلم بسهولة أسماء الأشياء ويمكنها استرداد عنصر من بين أشياء أخرى كثيرة عند إعطاء اسمه. على سبيل المثال، في عام 2008، عرف الكلب بيستي من سلالة بوردر كولي، أكثر من 345 كلمة من خلال اختبار الاسترجاع، وتمكن أيضًا من ربط كائن مع صورة فوتوغرافية للكائن، على الرغم من عدم رؤيتها من قبل. في دراسة أخرى، شاهد كلبًا بينما كان المجربون يسلمون شيئًا ذهابًا وإيابًا لبعضهم البعض أثناء استخدام اسم الكائن في الجملة. استرد الكلب بعد ذلك العنصر مع إعطاء اسمه.
في البشر، "التعيين السريع" هو القدرة على تكوين فرضيات سريعة وخشنة حول معنى كلمة جديدة بعد تعريض واحد فقط. في عام 2004، أظهرت دراسة أجريت مع ريكو، من سلالة بوردر كولي، أنه قادر على رسم خريطة سريعة. عرف ريكو في البداية ملصقات أكثر من 200 عنصر. لقد استنتج أسماء العناصر الجديدة بالاستبعاد، أي بمعرفة أن عنصر الرواية هو الشيء الذي لم يكن يعرفه بالفعل. استعاد ريكو بشكل صحيح هذه العناصر الجديدة فورًا وبعد أربعة أسابيع من التعرض الأولي. كان ريكو أيضًا قادرًا على تفسير عبارات مثل "إحضار الجورب" من خلال الكلمات المكونة لها (بدلاً من اعتبار نطقها كلمة واحدة). يمكن أن يعطي ريكو الجورب أيضًا لشخص معين. هذا الأداء مشابه لأداء البشر بعمر 3 سنوات.

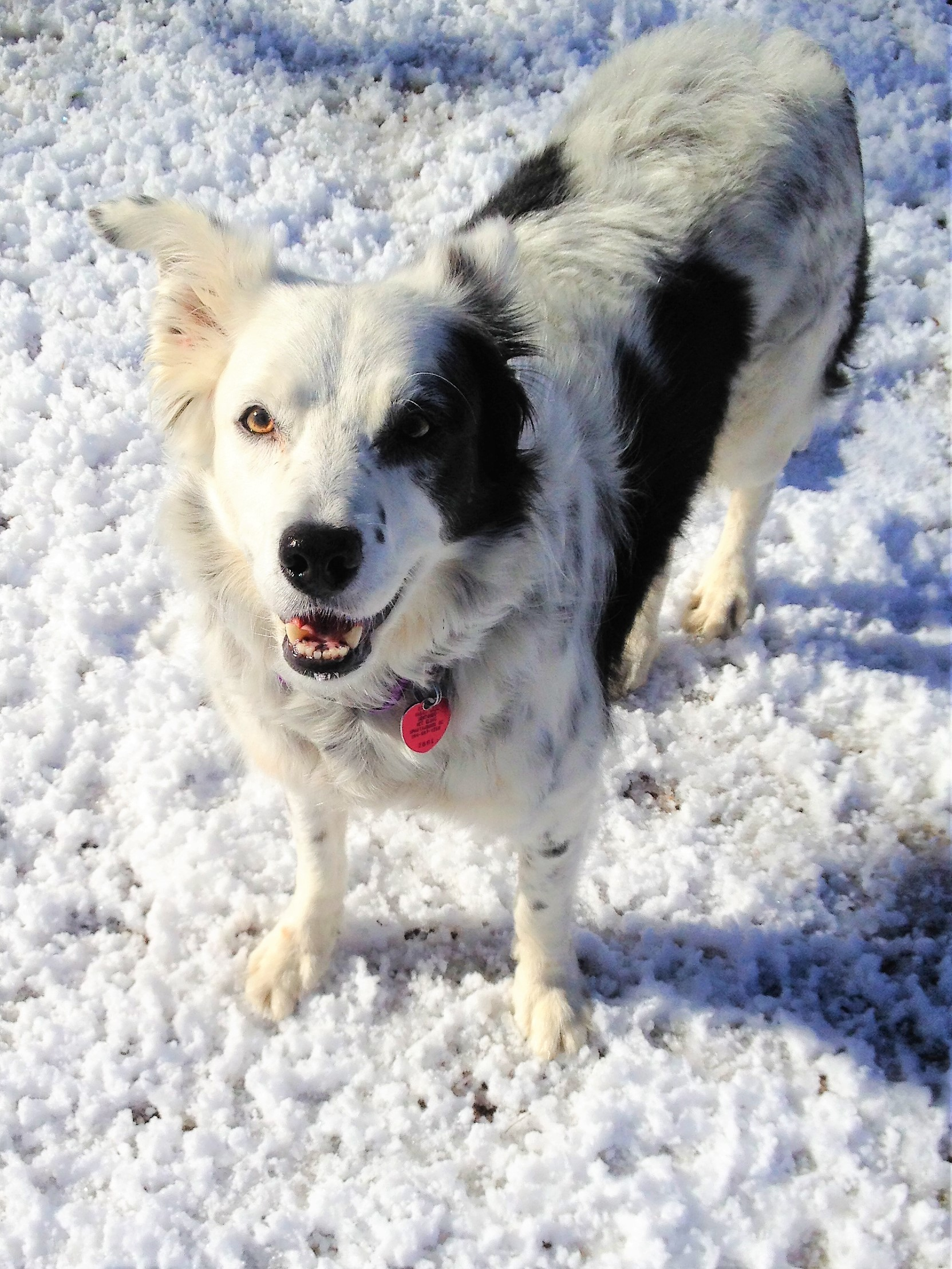
كلب شيسر من سلالة بوردر كولي

في عام 2013، وثقت دراسة قدرات التعلم والذاكرة لـ كلب شيسر من سلالة بوردر كولي، التي تعلمت الأسماء ويمكنها ربط أكثر من 1000 كلمة بأمر شفهي في وقت نشرها. تم توثيق المطارد على أنه قادر على تعلم أسماء الأشياء الجديدة "عن طريق الاستبعاد"، وقادر على ربط الأسماء بالأفعال. يُقال أن خلفية تربية الكلاب هي الأساس لفهم الإنجازات الرائعة لبوردر كولي - فالقدرات التي تم تربيتها للعمل في الرعي مناسبة بشكل فريد للمهام الفكرية مثل ارتباط الكلمات التي قد تتطلب من الكلب العمل "على مسافة" من رفاقهم البشر، وتنسب الدراسة الفضل في التربية الانتقائية لهذا الكلب بالإضافة إلى التدريب الصارم على براعتها الفكرية.
اقترحت بعض الأبحاث أنه بينما يمكن للكلاب التمييز بسهولة بين الكلمات المعروفة المألوفة والكلمات غير المتشابهة التي لا معنى لها، فإنهم يكافحون للتمييز بين الكلمات المألوفة المعروفة والكلمات غير المنطقية التي تختلف بصوت واحد فقط، حيث أظهرت قياسات نشاط دماغ الكلاب عدم وجودها. الاختلاف في الاستجابة بين كلمة معروفة وكلمة مماثلة ولكن لا معنى لها. هذا من شأنه أن يمنح الكلاب القدرة على معالجة الكلمات بما يعادل متوسط 14 شهرًا من الرضيع البشري. وجدت دراسة الرنين المغناطيسي الوظيفي أن دماغ الكلب يميز، دون تدريب، لغة مألوفة من لغة غير مألوفة. ووجدت الدراسة أيضًا أن الكلاب الأكبر سنًا كانت أفضل في التمييز بين لغة وأخرى، مما يشير إلى تأثير مقدار العرض على اللغة.

## العواطف

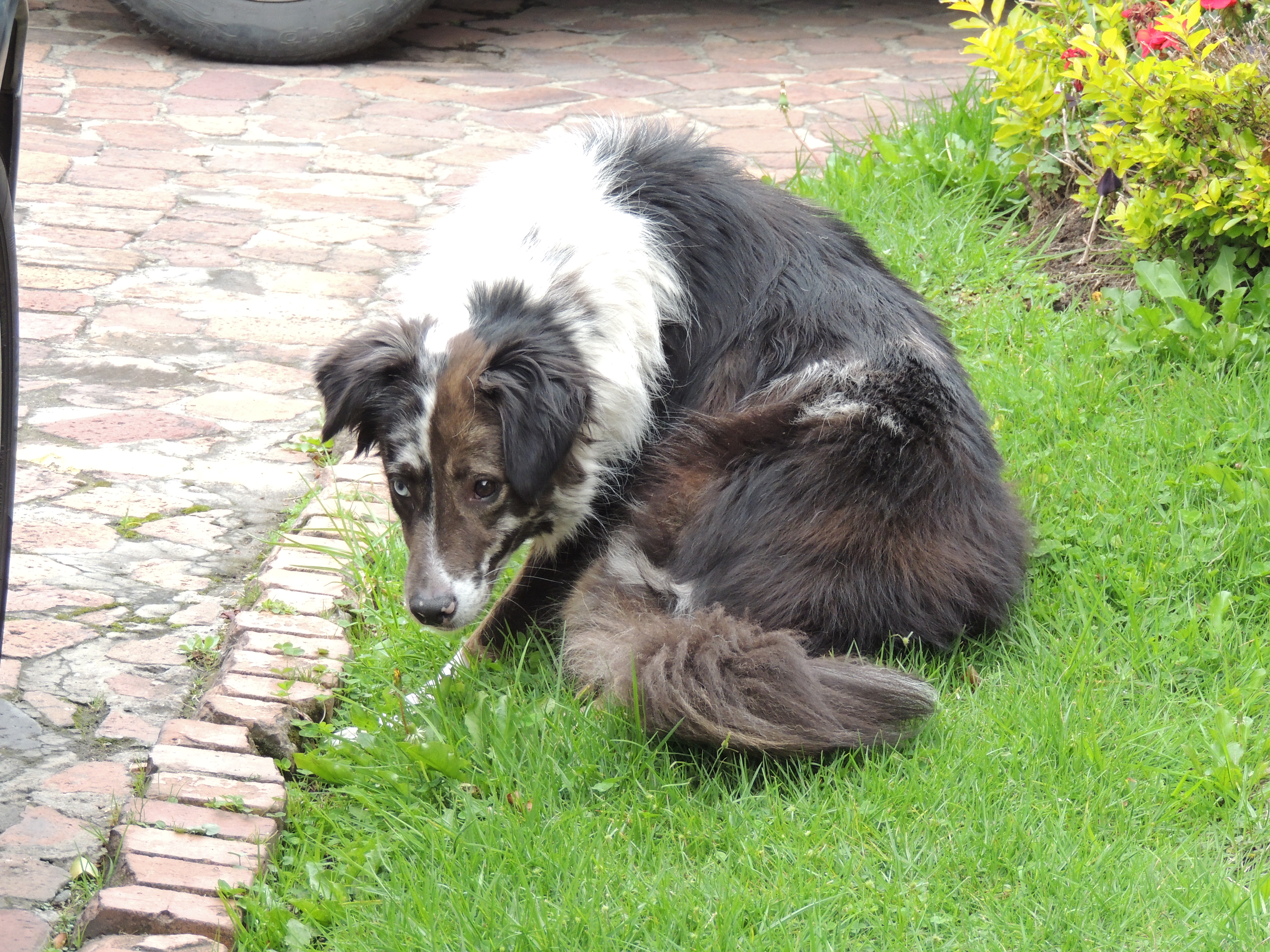
كلب من سلالة مختلطة يظهر الفضول والخوف أثناء التحديق في قطة.

تشير الدراسات إلى أن الكلاب تشعر بمشاعر معقدة، مثل الغيرة والترقب. ومع ذلك، يجب تفسير الدليل السلوكي للعواطف التي تبدو بشرية بعناية. على سبيل المثال، في كتابه Good Natured عام 1996، يناقش عالم الأخلاق فرانس دي فال تجربة حول الذنب والتوبيخ التي أجريت على هسكي سيبيري. اعتاد الكلب تمزيق الصحف، وعندما عاد صاحبها إلى المنزل ليجد الأوراق الممزقة ويوبخها، كانت تتصرف مذنبة. ومع ذلك، عندما قام المالك نفسه بتمزيق الأوراق دون علم الكلب، "تصرف الكلب بنفس القدر من "المذنب" كما فعل عندما تسببت بنفسها في الفوضى". يخلص دي وال إلى أن الكلب لم يُظهر الذنب الحقيقي كما يفهمه البشر، بل أظهر ببساطة توقع التوبيخ.
أحد القيود في دراسة العواطف عند الحيوانات غير البشرية، هو أنها لا تستطيع التعبير لفظيًا للتعبير عن مشاعرها. ومع ذلك، يمكن دراسة عواطف الكلاب بشكل غير مباشر من خلال الاختبارات المعرفية، والتي تسمى اختبار التحيز المعرفي في الحيوانات، والتي تقيس التحيز المعرفي وتسمح بالاستدلال على الحالة المزاجية للحيوان. وجد الباحثون أن الكلاب التي تعاني من قلق الانفصال لديها تحيز إدراكي سلبي أكثر، مقارنة بالكلاب التي لا تعاني من قلق الانفصال. من ناحية أخرى، عندما يتم علاج قلق انفصال الكلاب عن طريق الأدوية والعلاج السلوكي، يصبح تحيزها المعرفي أقل سلبية مما كان عليه قبل العلاج. كما أن إعطاء الأوكسيتوسين، بدلاً من الدواء الوهمي، يؤدي إلى تحيز إدراكي أكثر إيجابية وتوقع إيجابي في الكلاب. لذلك يُقترح أن اختبار التحيز المعرفي يمكن استخدامه لمراقبة الحالات العاطفية الإيجابية وبالتالي الرفاهية في الكلاب.
هناك دليل على أن الكلاب يمكن أن تميز التعبيرات العاطفية للوجوه البشرية. بالإضافة إلى ذلك، يبدو أنهم يستجيبون للوجوه إلى حد ما بنفس الطريقة التي يستجيب بها البشر. على سبيل المثال، يميل البشر إلى التحديق في الجانب الأيمن من وجه الشخص، والذي قد يكون مرتبطًا باستخدام نصف الكرة المخية الأيمن للتعرف على الوجه. تشير الأبحاث إلى أن الكلاب تثبت أيضًا الجانب الأيمن من وجه الإنسان، ولكن ليس الجانب الأيمن من وجه الكلاب أو الحيوانات الأخرى. الكلاب هي الأنواع الوحيدة من غير الرئيسيات المعروف عنها أنها تفعل ذلك.

## حل المشاكل
تعد الديناميكيات الخاصة بالجنس مساهمًا مهمًا في الاختلافات الفردية في الأداء المعرفي للكلاب الأليفة في مهام حل المشكلات المتكررة.
يمكن أن يتفوق الكلب الأسترالي المربى مع البشر (Canis dingo) على الكلاب المحلية في حل المشكلات غير الاجتماعي. أشارت دراسة أخرى إلى أنه بعد الخضوع للتدريب لحل مهمة تلاعب بسيطة، فإن الكلاب التي تواجه نسخة غير قابلة للحل من نفس المشكلة تنظر إلى الإنسان، في حين أن الذئاب الاجتماعية لا تفعل ذلك. تستخدم الكلاب المنزلية الحديثة البشر لحل مشاكلهم.

## التعلم عن طريق الاستدلال
لقد ثبت أن الكلاب تتعلم من خلال عمل استدلالات بطريقة مماثلة للأطفال.
تمتلك الكلاب القدرة على تدريب أنفسهم وتعلم السلوكيات من خلال التفاعل ومشاهدة الكلاب الأخرى.

## نظرية العقل
نظرية العقل هي القدرة على عزو الحالات العقلية - المعتقدات، والنوايا، والرغبات، والتظاهر، والمعرفة، وما إلى ذلك - إلى الذات والآخرين وفهم أن الآخرين لديهم معتقدات ورغبات ونوايا ووجهات نظر مختلفة عن المرء. هناك بعض الأدلة على أن الكلاب تظهر نظرية للعقل من خلال الانخراط في الخداع. على سبيل المثال، أفاد أحد المراقبين أن كلبًا أخفى طعامًا مسروقًا بالجلوس عليه حتى غادر المالك الشرعي للغرفة. على الرغم من أن هذا قد يكون عرضيًا، إلا أنه يشير إلى أن اللص قد فهم أن صاحب العلاج لن يتمكن من العثور على المكافأة إذا كانت خارج نطاق الرؤية. وجدت دراسة أن الكلاب قادرة على التمييز بين الشيء الذي يبحث عنه الشريك البشري بناءً على ملاءمته للشريك وأنهم أكثر حرصًا على الإشارة إلى كائن ذي صلة بالشريك مقارنة بشيء غير ذي صلة ؛ يشير هذا إلى أن الكلاب قد يكون لديها نسخة أولية من بعض المهارات اللازمة لنظرية العقل.

## أنظر أيضا
- ذكاء القط